# Retuerta del Bullaque
Retuerta del Bullaque é um município da Espanha na província de Ciudad Real, comunidade autónoma de Castilla-La Mancha, de área 653,34 km² com população de 1040 habitantes (2004) e densidade populacional de 1,59 hab/km².

## Demografia
| Variação demográfica do município entre 1991 e 2004 | Variação demográfica do município entre 1991 e 2004 | Variação demográfica do município entre 1991 e 2004 | Variação demográfica do município entre 1991 e 2004 |
| --------------------------------------------------- | --------------------------------------------------- | --------------------------------------------------- | --------------------------------------------------- |
| 1991                                                | 1996                                                | 2001                                                | 2004                                                |
| 1097                                                | 1094                                                | 1003                                                | 1040                                                |

## Património
- Museu de la Fauna de Cabañeros